# Графство Крихинген
Графството Крихинген (на немски: Grafschaft Kriechingen; Chriechingen; на френски: Comté de Créhange) е графство на Свещената Римска империя, наречено на селището Крихинген на река Нид (днес Креанж/Мозел), югозападно от град Сент Аволд, Горна Лотарингия.

## История
Господарите на Крихинген чрез женитби получават големи територии в Саарланд, Горна Лотарингия и в Люксембург. През 1617 г. графството е издигнато на имперско графство и отива към Горнорейнския имперски окръг.
През 1531 г. графството е разделено на две лини, които измират през края на 17 век. Последният граф Албрехт Лудвиг цу Крихинген и Путлинген († 1651), син на имперски граф Петер Ернст II фон Крихинген-Пютлинген († 1633), има дъщеря наследничка Анна Доротея († 20 май 1705), която се омъжва за граф Едцард Фердинанд Кирксена от Източна Фризия (1636 – 1668). След смъртта на синът му Фридрих Улрих (1667 – 1710) графството попада на неговата дъщеря наследничка Христина Луиза (1710 – 1732) и с нейната женитба през 1726 г. за граф Йохан Лудвиг фон Вид-Рункел (1705 – 1762) графството отива на графовете фон Вид-Рункел.
През 1793 г. графството е анексирано от Франция. Тогава цялото графство има около 100 km² площ и ок. 4000 жители. От 1871 до 1918 г. отново като част от Елзас-Лотарингия отива към Германия.